# جائزة مجمع الملك سلمان العالمي للغة العربية
جائزة مجمع الملك سلمان العالمي للغة العربية هي جائزة عالمية أُسست في 20 مارس 2022، ويُقدمها مجمع الملك سلمان العالمي للغة العربية، وتهدف الجائزة بحسب المجمع -فضلًا عن تكريم المتميزين في خدمة اللغة العربية وتقدير جهودهم- إلى لفت الأنظار إلى عِظَم الدور الذي يؤديه هؤلاء في حفظ الهوية اللغوية، وترسيخ الثقافة العربية، وتعميق الولاء وتجويد التواصل بين أفراد المجتمع العربي، كما تهدف إلى تكثيف التنافس في المجالات المستهدَفة، وزيادة الاهتمام والعناية بها، وتقدير التخصصات المتصلة بها؛ لضمان مستقبلٍ زاهرٍ للغة العربية، وتأكيد صدارتها بين اللغات.

## مسارات الجائزة
جاءت جائزة مَجْمَع الملك سلمان العالمي للغة العربية على مسارين هما:
- جائزة فئة الأفراد، وهي مخصصة للذين خدموا في أيِّ مجالٍ من مجالات اللغة العربية.
- جائزة فئة المؤسسات، وهي مخصصةٌ للمؤسسات التي قدمتْ خدماتِها في اللغة العربية وعلومها.

## أهداف الجائزة
- تأكيد دور المملكة في القضايا المعنية باللغة العربية.
- تشجيع وتحفيز الأفراد والمؤسسات المعنية بخدمة اللغة العربية، من خلال تكريمهم على جهودهم.
- إبراز دورهم في حفظ الهوية اللغوية، وتعزيز الثقافة العربية، والمحافظة على التواصل بين أفراد المجتمع العربي.
- تعزيز روح التنافس في كل ما له علاقة بمجالات اللغة العربية.
- المحافظة على استخدام اللغة استخدامًا صحيحًا، بمهاراتها وعناصرها الأساسية.
- إثراء المحتوى المعرفي العربي.
- التوعية بدور اللغة العربية محليًّا وعالميًّا.[2]

## فروع الجائزة
تتضمن أربعة فروع هي: التعليم، وحوسبة العربية، والبحث العلمي، ونشر الوعي اللغوي، وبحسب المجمع فقد تم اختيار هذه الفروع بعد دراسة «لضمان تحقيق الجائزة لأهدافها، وقدرتها على التحفيز في أكثر الجوانب اتصالاً بمستقبل اللغة وتأثيراً فيها». الفروع الأربعة هي:
- تعليم اللغة العربية وتعلمها.
- حوسبة اللغة العربية وخدمتها بالتقنيات الحديثة.
- أبحاث اللغة العربية ودراساتها العلمية.
- نشر الوعي اللغوي وإبداع المبادرات المجتمعية اللغوية.

## الجوائز
تُمنح الجوائز سنويًّا في فروعها الأربعة لفائزين أحدهما من فئة الأفراد والآخر المؤسسات، وتتجاوز قيمة مجموع الجوائز في كل سنة 1,600,000 ريال سعودي، إضافة إلى الدروع التذكارية وشهادات التقدير، وقسمت على النحو التالي:
- قيمة جائزة الأفراد، 200 ألف ريال سعودي، لكل فائز في كل فرع من فروع الجائزة.
- قيمة جائزة المؤسسات، 200 ألف ريال سعودي، لكل مؤسسة فائزة في كل فرع من فروع الجائزة.

## دورات الجائزة
تُقدم الجائزة سنويًا بانتظام، حيث يتزامن إعلانها والتكريم، مع اليوم العالمي للغة العربية في 18 ديسمبر.

## شروط الترشيح
يشترط المجمع للترشّح للجائزة تحقيق الشروط التالية:
1. أن يكون الفرد المرشح للجائزة مرشّحًا من مؤسسة، ولا يقبل ترشيح الفرد لنفسه.
2. يمكن لكل مؤسسة أن ترشّح نفسها أو مؤسسةً أخرى، كما يمكن لها أن ترشّح أفرادها، أو من تراه مميزًا من غير أفرادها.
3. يقبل ترشيح المؤسسات والشركات والمنظمات والجامعات من القطاعين العام والخاص.
4. أن يكون الترشّح والترشيح عبر الموقع الإلكتروني الخاص فقط.
5. أن تعبأ بيانات المرشحين وإنجازاتهم تحت إشراف واعتماد المؤسسات المرشحة لهم. مع «إرفاق خطاب معتمد ومختّم من المؤسسة المرشّحة».
6. يمكن للجهات أن ترشّح من تراه جديراً في أكثر من فرع، على ألا تتجاوز ثلاثة أفراد، وثلاث مؤسسات حدًّا أقصى.
7. تتحمل إدارة الجائزة تكاليف سفر الفائزين وإقامتهم؛ لحضور حفل التكريم.
8. يجوز الترشُّح في أكثر من موضوع، على أن يقدَّم كل ترشيح في طلب مستقل.
9. لا تلتزم إدارة الجائزة بتقديم أيّ شهادات تفيد بالمشاركـة في الجائزة.
10. لا تفوز المؤسسة أو الفرد في أكثر من فرع في الدورة الواحدة مهما كانت نتيجة التقييم.

## الدورة الأولى من الجائزة
انطلقت الدورة الأولى من جائزة المَجْمَع في 2022، شارك فيها عددٌ من الأفراد والمؤسسات، ومرت أعمالهم المرشحة في ثلاث دورات تحكيمية متسلسلة، أشرفت عليها لجان متعددة، تشمل 18 محكمًا، يمثلون 6 دول مختلفة. حكَّم المحكَّمون قرابة 393 عملًا لمرشحٍ ومرشحة، منها 201 فرد، و192 مؤسسة. عملت هذه اللجان ضمن معايير محددة، تشمل قياس مؤشرات، مثل الإبداع والابتكار، والتميز في العمل، والوصول للشمولية والانتشار، وفاعلية العمل وأثره.

### الحفل الختامي للدورة الأولى من الجائزة
أُقيم الحفل الختامي للدورة الأولى من جائزة المَجْمَع في يوم السبت، الموافق 12 نوفمبر 2022، تحت رعاية وزير الثقافة ورئيس مجلس أمناء المَجْمَع، حيث تم تكريم الفائزين من الأفراد والمؤسسات في فروع الجائزة الأربعة.

## الدورة الثانية من الجائزة
انطلقت الدورة الثانية من جائزة المَجْمَع في 2023، شارك فيها عددٌ من الأفراد والمؤسسات، ومرت أعمالهم المرشحة في ثلاث دورات تحكيمية متسلسلة، أشرفت عليها لجان متعددة، تشمل 18 محكمًا، يمثلون 6 دول مختلفة. حكَّم المحكَّمون قرابة 726 عملًا لمرشحٍ ومرشحة. عملت هذه اللجان ضمن معايير محددة، تشمل قياس مؤشرات، مثل الإبداع والابتكار، والتميز في العمل، والوصول للشمولية والانتشار، وفاعلية العمل وأثره.

## الفائزون بالجائزة

### فرع التعليم
| السنة          | الفئة    | الفائز                                                     | الدولة         | مرجع         |
| -------------- | -------- | ---------------------------------------------------------- | -------------- | ------------ |
| 1444هـ / 2022م | الأفراد  | يون أون كيونغ                                              | كوريا الجنوبية | [ 9 ] [ 10 ] |
| 1444هـ / 2022م | المؤسسات | شركة العربية للجميع                                        | السعودية       | [ 9 ] [ 10 ] |
| 1445هـ / 2023م | الأفراد  | محمود أحمد إبراهيم السيد                                   | سوريا          | [ 11 ]       |
| 1445هـ / 2023م | المؤسسات | معهد تعليم اللغة العربية لغير الناطقين بها بجامعة أم القرى | السعودية       | [ 11 ]       |
| 1446هـ / 2024م | الأفراد  | لين ليو                                                    | الصين          |              |
| 1446هـ / 2024م | المؤسسات | دار جامعة الملك سعود للنشر                                 | السعودية       |              |

### فرع حوسبة اللغة العربية
| السنة          | الفئة    | الفائز                                             | الدولة           | مرجع         |
| -------------- | -------- | -------------------------------------------------- | ---------------- | ------------ |
| 1444هـ / 2022م | الأفراد  | نزار يحيى عبد السلام حبش                           | الولايات المتحدة | [ 9 ] [ 10 ] |
| 1444هـ / 2022م | المؤسسات | الشركة الهندسية لتطوير النظم الرقمية               | مصر              | [ 9 ] [ 10 ] |
| 1445هـ / 2023م | الأفراد  | منى طلعت عبد الجواد دياب                           |                  | [ 11 ]       |
| 1445هـ / 2023م | المؤسسات | معهد قطر لبحوث الحوسبة                             | قطر              | [ 11 ]       |
| 1446هـ / 2024م | الأفراد  | عبد المحسن بن عبيد الثبيتي                         | السعودية         | [ 11 ]       |
| 1446هـ / 2024م | المؤسسات | الهيئة السعودية للبيانات والذكاء الاصطناعي - سدايا | السعودية         | [ 11 ]       |

### فرع أبحاث اللغة العربية
| السنة          | الفئة    | الفائز                              | الدولة   | مرجع         |
| -------------- | -------- | ----------------------------------- | -------- | ------------ |
| 1444هـ / 2022م | الأفراد  | الأزهر الزناد                       | تونس     | [ 9 ] [ 10 ] |
| 1444هـ / 2022م | المؤسسات | دار الفيصل الثقافية                 | السعودية | [ 9 ] [ 10 ] |
| 1445هـ / 2023م | الأفراد  | أحمد علي محمد المتوكل               | المغرب   | [ 11 ]       |
| 1445هـ / 2023م | المؤسسات | جامعة الإمام محمد بن سعود الإسلامية | السعودية | [ 11 ]       |
| 1446هـ / 2024م | الأفراد  | عبد الله بن سليم الرشيد             | السعودية | [ 12 ]       |
| 1446هـ / 2024م | المؤسسات | معهد المخطوطات العربية              | مصر      | [ 12 ]       |

### فرع نشر الوعي اللغوي
| السنة          | الفئة    | الفائز                                                    | الدولة                   | مرجع         |
| -------------- | -------- | --------------------------------------------------------- | ------------------------ | ------------ |
| 1444هـ / 2022م | الأفراد  | عبد العزيز بن علي الحربي                                  | السعودية                 | [ 9 ] [ 10 ] |
| 1444هـ / 2022م | المؤسسات | منظمة العالم الإسلامي للتربية والعلوم والثقافة (إييسيسكو) | إييسيسكو                 | [ 9 ] [ 10 ] |
| 1445هـ / 2023م | الأفراد  | سليمان بن عبد العزيز العيوني                              | السعودية                 | [ 11 ]       |
| 1445هـ / 2023م | المؤسسات | مجمع اللغة العربية الأردني                                | الأردن                   | [ 11 ]       |
| 1446هـ / 2024م | الأفراد  | صالح بلعيد                                                | الجزائر                  | [ 13 ]       |
| 1446هـ / 2024م | المؤسسات | مؤسسة محمد بن راشد آل مكتوم                               | الإمارات العربية المتحدة | [ 13 ]       |

## وصلات خارجية
- الموقع الرسمي